# Ernst-Günther Baade
Pour les articles homonymes, voir Baade.
Ernst-Günther Baade (20 août 1897 à Falkenhagen et mort le 8 mai 1945 à Bad Segeberg), est un Generalleutnant allemand au sein de la Heer dans la Wehrmacht pendant la Seconde Guerre mondiale.
Il a été récipiendaire de la croix de chevalier de la croix de fer avec feuilles de chêne et glaives. La croix de chevalier de la croix de fer et ses grades supérieurs, les feuilles de chêne et glaives, sont attribués en reconnaissance d'un acte d'une extrême bravoure ou d'un succès de commandement important du point de vue militaire.

## Biographie

### Première Guerre mondiale
Ernst-Günther Baade est volontaire pour le service militaire en 1914 à l'âge de dix-sept ans et rejoint le 9e régiment d'uhlans (de) (cavalerie légère). Baade se distingue dans les combats sur le Front de l'Est et est choisi pour la formation des aspirants-officiers. Il est promu Leutnant en août 1916. En 1918, il est transféré sur le front occidental où il est blessé lors d'une attaque au gaz toxique.

### Seconde Guerre mondiale
Le 6 mars 1942, Baade est attribué comme officier actif de réserve (Führer-Reserve). Il est ensuite transféré à la 15e Division de Panzer en Afrique du Nord et prend le commandement du 115e régiment d'infanterie le 15 avril 1942, à cette époque engagé dans les combats en Libye et en Cyrénaïque.
L'Oberst Baade se distingue le 27 mai 1942 par son commandement et ses prises de décision, en contrôlant une attaque blindée à l'arrière de la 15e division de Panzer. Un bataillon du régiment sous son commandement a réussi à s'infiltrer pendant la Bataille de Bir Hakeim le lendemain, vainquant les adversaires britanniques après 24 heures de combats acharnés. L'Oberst Baade reçoit la croix de chevalier de la croix de fer pour ces actions.
Il est de nouveau blessé le 28 juillet 1942 à El-Alamein lorsque son poste est frappé par un feu d'artillerie, puis est évacué vers Rome puis en Allemagne pour une période de convalescence.
L'Oberst Baade est nommé responsable de la défense du détroit de Messine lors de l'évacuation réussie des forces allemandes de Sicile pour le continent italien au début d'août 1943.
Promu au grade de Generalmajor, Baade assume le commandement de la 90e division d'infanterie au cours de la Bataille de Monte Cassino. Il est connu pour son comportement parfois excentrique, son état-major de taille réduite, ses fréquentes visites d'inspection sur les premières lignes, tout ce qui le rend populaire auprès de ses troupes. Il est l'un des rares officiers généraux qui gagnent le port d'un Insigne de destruction de chars sur sa manche en haut à droite pour la destruction en solitaire d'un char ennemi avec une arme d'infanterie. Après la retraite dans le nord de l'Italie, Baade tire et tue un officier SS de rang inférieur qui essaie de lui donner un ordre, l'obligeant brièvement à la clandestinité.
Baade est blessé au cou et à la jambe par un projectile au phosphore le 24 avril 1945, quand son Kübelwagen est mitraillé par un avion de chasse britannique près de Neverstaven dans l'Holstein. Baade est transporté dans un hôpital à Bad Segeberg, où il succombe à une gangrène, le 8 mai 1945, le dernier jour de la guerre en Europe.

## Décorations
- Insigne des blessés
  - en Argent[3]
- Insigne de combat d'infanterie[3]
- Insigne de destruction de chars[3]
- Bande de bras Afrika[3]
- Croix allemande en Or le 2 novembre 1941 en tant que Oberstleutnant dans le I./Reiter-Regiment 22[4]
- Croix de fer (1914)
  - 2e classe
  - 1re classe
- Agrafe de la croix de fer (1939)
  - 2e classe
  - 1re classe
- Croix de chevalier de la croix de fer avec feuilles de chêne et glaives
  - Croix de chevalier le 27 juin 1942 en tant que Oberst et commandant du Schützen-Regiment 115[5]
  - 402e feuilles de chêne le 22 février 1944 en tant qu'Oberst et commandant de la 90. Panzergrenadier-Division[5]
  - 111e glaives le 16 novembre 1944 en tant que Generalleutnant et commandant de la 90. Panzergrenadier-Division « Adiatisches Küstenland »[5]
- Mentionné deux fois dans le bulletin radiophonique Wehrmachtbericht (8 février 1944 et 27 mai 1944)